# Дикция
Дикция (на латински: dictionem /nom. dictio/ „поговорка, израз, дума“ ) е изговор, способността на ясно говорене, така че всяка дума се чува и е разбрана ясно в нейната пълна комплексност, нейното прецизно изговаряне (което има отношение и към недвусмислеността на казаното). Това се отнася до правилното учленяване на думите, тяхното произнасяне и интонация. Често се използва в съчетанието ясна дикция.
При изговарянето с ясна дикция се избягва неформалната, колоквиална, регионална и диалектна реч, нестандартните, архаични и клиширани изрази.